# Nocarodes nanus
Nocarodes nanus är en insektsart som beskrevs av Leo L. Mishchenko 1951. Nocarodes nanus ingår i släktet Nocarodes och familjen Pamphagidae. Inga underarter finns listade i Catalogue of Life.